# Charlotte (serie animata 1977)
Charlotte (若草のシャルロット?, Wakakusa no Charlotte) è una serie televisiva anime realizzata in 30 episodi dalla Nippon Animation, trasmessa in Giappone su TV Asahi nel 1977.
In Italia è stata trasmessa sulle TV locali nel 1980 e successivamente replicata sulle reti Rai. Dal 2005 viene trasmesso su Italia Teen Television e su altre reti Mediaset con un nuovo doppiaggio italiano.

## Trama
Charlotte Montban è una ragazzina di 12 anni che vive col padre André in una fattoria del Québec. Proprio il giorno del suo compleanno scopre che la madre Simone non è morta come aveva sempre creduto, ma sta arrivando dalla Francia per riunirsi a lei e ad André. La madre, infatti, non era stata mai accettata dal nonno di Charlotte, il duca Montban, che dopo la nascita della figlia l'aveva costretta ad abbandonare la famiglia.
Quando, però, Simone sta arrivando via mare, scoppia una terribile tempesta che provoca l'affondamento della sua nave e della barca che il marito André stava utilizzando per tentare un disperato salvataggio della moglie. Charlotte si ritrova così improvvisamente orfana a gestire la fattoria alle prese con i mille problemi quotidiani.
Un giorno, però, arriva lo zio Albert, che le propone di andare con lui in Francia a casa del nonno e della madre, che non è morta, ma ha fatto ritorno a Parigi. Charlotte acconsente a partire, per poi scoprire, quando ormai è troppo tardi, di essere stata ingannata. Iniziano così le avventure francesi della ragazza, con nuovi amici e nemici, tra intrighi di palazzo, tradimenti e colpi di scena, fino a ritrovare la madre perduta, per poi tornare con lei in Canada e affrontare nuove avversità.

## Personaggi

### Québec
Charlotte
Doppiata da: Keiko Yokozawa (ed. giapponese), Paola Del Bosco (1ª ed. italiana), Eva Padoan (2ª ed. italiana)
Una fanciulla di dodici anni vivace e generosa, soprannominata "Char" dagli amici. È molto legata al padre e al ranch che egli ha costruito, ove cura con amore tutti gli animali.
André
Doppiato da: Ichirô Murakoshi (ed. giapponese), Mimmo Palmara (1ª ed. italiana), Stefano Mondini (2ª ed. italiana)
Il padre di Charlotte, un uomo sincero e altruista. Unigenito della famiglia francese Montban, dalla quale fuggì per sposare Simone e perché insoddisfatto dalla vita nobiliare. Arrivato in Canada con la figlia Charlotte ancora in fasce, costruì un ranch con le sue sole forze. Muore travolto da una frana prima di ricongiungersi con la moglie al porto di Québec, lasciando in eredità il ranch alla figlia.
Il Cavaliere
Doppiato da: Rokurō Naya (ed. giapponese), Stefano Carraro (1ª ed. italiana), Massimo De Ambrosis (2ª ed. italiana)
Un ragazzo biondo che incontra Charlotte e in più occasioni l'aiuta a incontrare sua madre. È il fratello minore di Milene, e ha promesso a sé stesso fin dall'infanzia di diventare il protettore della famiglia di André e Simone, per espiare almeno in parte le disgrazie causate da sua sorella.
Spica
Un criceto che porta il nome della stella Spica e indossa al collo un pendaglio che la rappresenta, donato a Charlotte da Nina. Fa amicizia con Charlotte dopo la dipartita del padre, proprio quando la ragazzina si affida alla stella Spica per ritrovare coraggio, e da allora rimane sempre con lei.
Fiocco
Un agnellino bianco come il latte. È un vero birbante e cerca sempre di allontanarsi dal gregge per vagare liberamente nel pascolo. Nonostante questo è affezionato a Charlotte, che ricambia una speciale simpatia per lui, ed è solito arrabbiarsi con i Garson.
Melville
Doppiato da: Ichirō Nagai (ed. giapponese), Franco Latini (1ª ed. italiana), Giorgio Lopez (2ª ed. italiana)
Un simpatico vecchietto che vive non lontano dal ranch di André. È appassionato di astrologia e adora passare la notte a rimirare le stelle con il suo telescopio.
Sandy
Doppiato da: Yoshito Yasuhara (ed. giapponese), Vittorio Guerrieri (1ª ed. italiana), Roberto Gammino (2ª ed. italiana)
Un ragazzo che vive con suo nonno Melville e lo aiuta a svolgere i lavori di casa. Ha un rapporto di amore-odio con Charlotte: Sandy ha a cuore la ragazzina ma entrambi non perdono occasione per punzecchiarsi a vicenda.
Signor Gordon
Doppiato da: Yasuo Muramatsu (ed. giapponese), Gino Pagnani ed Erasmo Lo Presto (1ª ed. italiana), Angelo Nicotra (2ª ed. italiana)
Un uomo austero e prepotente. Dopo la morte di André tenta in tutti i modi di impossessarsi del suo ranch. La sua forte influenza tra gli uomini del villaggio gli consente spesso di ottenere ciò che desidera persuadendo gli altri abitanti ad agire secondo il suo volere.
Signora Gordon
Doppiata da: Paila Pavese (2ª ed. italiana)
La moglie del signor Gordon, una donna grassa e avida come il marito.
Sammy
Doppiato da: Kazue Komiya (ed. giapponese), Gabriele Patriarca (2ª ed. italiana)
Un ragazzino monello ma altruista. È amico di Charlotte e l'aiuta in più occasioni a difendere la sua proprietà, anche a costo di scontrarsi con il padre Gordon. Quando scopre di essere stato adottato inizia a disprezzare i suoi genitori e pensa di scappare di casa, ma Charlotte lo convince invece a impegnarsi per raddrizzare in futuro la reputazione della sua famiglia.
Signor Garson
Doppiato da: Osamu Kato (ed. giapponese), Gino Donato (1ª ed. italiana), Claudio Fattoretto (2ª ed. italiana)
Un uomo burbero che, assieme alla sua famiglia, aiuta nei lavori del ranch di André e vive in una capanna accanto a quella dei proprietari. Dalla morte di André collabora con Gordon per fargli rilevare il ranch ed ottenere da lui l'incarico di occuparsene.
Becky
Doppiata da: Watako Shimaki (ed. giapponese), Elsa Camarda (1ª ed. italiana), Carmen Onorati (2ª ed. italiana)
La moglie del signor Garson.
Bella (Belle nella prima edizione italiana)
Doppiata da: Reiko Suzuki (ed. giapponese), Emy Eco (1ª ed. italiana), Letizia Ciampa (2ª ed. italiana)
Cathy
Doppiata da: Kaoru Kurosu (ed. giapponese), Lucrezia Marricchi (2ª ed. italiana)
Zio Jean
Doppiato da: Guido De Salvi (1ª ed. italiana)
Nina
Doppiata da: Francesca Fiorentini (2ª ed. italiana)

### Parigi
Simone
Doppiata da: Akiko Tsuboi (ed. giapponese), Eva Ricca (1ª ed. italiana), Eleonora De Angelis (2ª ed. italiana)
Duca di Montban (Montfort nella prima edizione italiana)
Doppiato da: Kohei Miyauchi (ed. giapponese), Adriano Micantoni e Mimmo Palmara (1ª ed. italiana), Bruno Alessandro (2ª ed. italiana)
Zio Albert
Doppiato da: Gigi Pirarba e Oliviero Dinelli (1ª ed. italiana), Sandro Acerbo (2ª ed. italiana)
Milene
Doppiata da: Kazuko Yanaga (ed. giapponese), Anna Teresa Eugeni (1ª ed. italiana), Laura Boccanera (2ª ed. italiana)
Louis
Doppiato da: Roberto Del Giudice (1ª ed. italiana), Fabrizio Manfredi (2ª ed. italiana)
Marie Marlowe
Doppiata da: Piera Vidale (1ª ed. italiana), Laura Lenghi (2ª ed. italiana)
Sonia
Doppiata da: Rosalinda Galli (1ª ed. italiana), Gemma Donati (2ª ed. italiana)
Morlot
Doppiato da: Gino Donato (1ª ed. italiana), Dario Penne (2ª ed. italiana)
Junior
Doppiato da: Saverio Garbarino (1ª ed. italiana)
Sig. Thompson
Doppiato da: Gigi Pirarba (1ª ed. italiana), Giorgio Locuratolo (2ª ed. italiana)
Dott. Perkins
Doppiato da: Stefano Carraro (1ª ed. italiana), Roberto Chevalier (2ª ed. italiana)
Jim
Doppiato da: Yōko Matsuoka (ed. giapponese), Fabrizio Vidale (1ª ed. italiana), Furio Pergolani (2ª ed. italiana)
Marleau
Doppiato da: Giorgio Piazza (1ª ed. italiana), Pietro Biondi (2ª ed. italiana)
Jenkins
Doppiato da: Dario Penne (1ª ed. italiana), Alessandro Rossi (2ª ed. italiana)

## Produzione e distribuzione

Logo originale della serie.

La serie anime si compone di 30 episodi ed è stata trasmessa per la prima volta su TV Asahi dal 29 ottobre 1977 al 27 maggio 1978 con cadenza settimanale. Gli episodi sono accompagnati dalla narrazione di Akiko Tsuboi e presentano le sigle Wakakusa no Charlotte (若草のシャルロット?) in apertura e Mayflower (メイフラワー?, Meifurawā, lett. "Il fiore di maggio") in chiusura, entrambe scritte da Kayoko Fuyumori, composte da Hiromasa Suzuki e cantate da Kumiko Kaori.

### Titoli internazionali
- 若草のシャルロット
- Charlotte
- Charlotte
- Charlotte of the Young Grass / Charlotte the Young Shoot
- Charlotte
- شهلاء اليتيمة

### Edizioni italiane

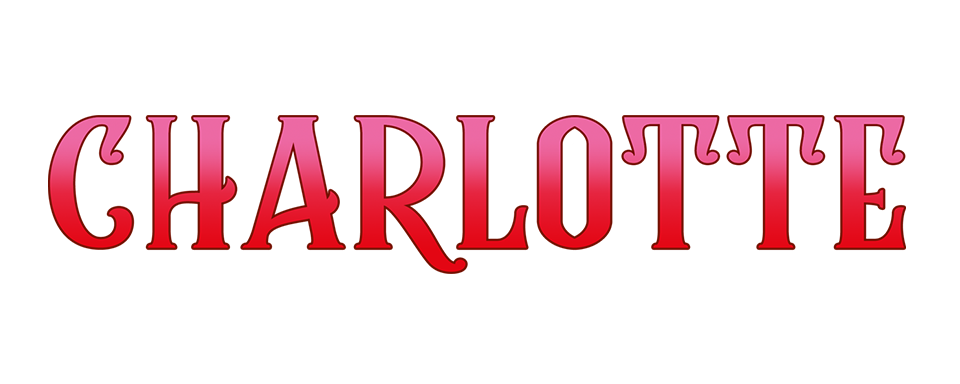
Logo italiano dell'edizione Yamato Video.

Il primo doppiaggio italiano dell'anime è stato eseguito presso lo studio SINC Cinematografica, i dialoghi italiani e la direzione del doppiaggio sono di Vinicio Marinucci, la voce narrante è di Eva Ricca. Questa edizione è stata trasmessa sulle tv locali nel 1980, per approdare su Rai Uno nel 1992 e in seguito su Rai Due nel 2001.
Nel 2005 è stata realizzata una seconda edizione italiana a cura della Shin Vision, con un nuovo doppiaggio eseguito dalla SEFIT-CDC e diretto da Rossella Acerbo con l'assistenza di Caterina Piferi e di Corrado Russo. La traduzione dall'originale giapponese è di Laura Valentini, i dialoghi italiani sono di Alessandro Trombetta e la voce narrante è di Cinzia De Carolis. Tale edizione è stata trasmessa su Italia Teen Television dal 27 ottobre 2005 e in chiaro su Italia 1 dal 30 novembre dello stesso anno. Dal 28 marzo 2023 viene trasmessa su Italia 1 in una versione rimasterizzata in alta definizione curata da Yamato Video.
In tutti i passaggi televisivi – seppur con montaggi differenti – è stata adoperata la sigla italiana La canzone di Charlotte, scritta da Stefano Jurgens, composta da Bruno Zambrini e Gianni Meccia e incisa da Alessandro Zambrini (figlio dello stesso autore) con il coro I papaveri blu, pseudonimo dei Piccoli Cantori di Milano.

### Home video
L'anime è stato pubblicato in home video in Giappone per la prima volta il 27 gennaio 2023, a 45 anni dalla prima trasmissione. La pubblicazione è avvenuta un unico box Blu-Ray contenente tutti gli episodi, con la copertina disegnata da Yoshiharu Sato.
In Italia la serie è stata distribuita in VHS prima parzialmente dalla Avo Film e poi completamente dalla Hobby & Work con il primo doppiaggio. Il 25 giugno 2020 è stata pubblicata in un unico box DVD da Yamato Video, con il secondo doppiaggio e le sigle originali giapponesi.

## Episodi
| Nº | Titolo italiano (1ª edizione - 2ª edizione) Giapponese 「Kanji」 - Rōmaji                                                     | In onda          | In onda |
| Nº | Titolo italiano (1ª edizione - 2ª edizione) Giapponese 「Kanji」 - Rōmaji                                                     | Giapponese       |         |
| 1  | Memorabile compleanno - Il compleanno di Charlotte 「誕生日の出来事」 - Tanjoobi no dekigoto                                  | 29 ottobre 1977  |         |
| 2  | Non voglio la mamma - L'amore materno 「ママなんかいらない」 - Mama nanka iranai                                              | 5 novembre 1977  |         |
| 3  | Un gran brutto sogno - Un brutto sogno 「とんでけ!いやな夢」 - Tondeke! Iyana yume                                            | 12 novembre 1977 |         |
| 4  | Una stella brilla nel cuore - Spica, la stella che brilla nel cuore 「胸に光る星スピカ」 - Mune ni hikaru hoshi Supika        | 19 novembre 1977 |         |
| 5  | Papà è ancora vivo - Il papà è sempre con me 「パパは生きている」 - Papa wa ikiteiru                                          | 26 novembre 1977 |         |
| 6  | Una carrozza venuta dal cielo - Una carrozza da sogno dal Paradiso 「天国から夢の馬車」 - Tengoku kara yume no basha          | 3 dicembre 1977  |         |
| 7  | Una principessa in una fattoria - La principessa del ranch 「牧場の王女さま」 - Bokujō no ōjo sama                            | 10 dicembre 1977 |         |
| 8  | Il cavaliere nella neve - Il cavaliere nella neve 「雪のなかのナイト」 - Yuki no naka no Naito                                | 17 dicembre 1977 |         |
| 9  | Una lettera a Natale - La lettera di Natale 「クリスマスの手紙」 - Christmas no tegami                                        | 24 dicembre 1977 |         |
| 10 | Il carnevale della neve - Il festival della neve 「春をよぶ雪まつり」 - Haru o yobu yukimatsuri                               | 7 gennaio 1978   |         |
| 11 | Un inviato da Parigi - Un messaggero da Parigi 「パリからの使者」 - Paris kara shisha                                         | 14 gennaio 1978  |         |
| 12 | Sull'Oceano Atlantico - Piccole ali sull'Oceano Atlantico 「大西洋の小さな翼」 - Taiseiyoo no chiisana tsubasa                | 21 gennaio 1978  |         |
| 13 | Una vera o falsa madre? - La fuga 「ママに会える日」 - Mama ni aeru hi                                                        | 28 gennaio 1978  |         |
| 14 | Detesto i nobili - L'inganno 「貴族なんて大きらい」 - Kizoku nante daikirai                                                   | 4 febbraio 1978  |         |
| 15 | Charlotte incontra la mamma - Verso Cherbourg 「ママに会えた朝」 - Mama ni aeta asa                                           | 11 febbraio 1978 |         |
| 16 | Mamma! - Incontro 「めぐり逢い」 - Meguriai                                                                                   | 18 febbraio 1978 |         |
| 17 | Tre quarti di felicità - Una felicità da sette e mezzo 「75点のしあわせ」 - 75-ten no shiawase                                | 25 febbraio 1978 |         |
| 18 | Il passato brucia - La piccola fonte tra le fiamme 「炎のなかの小さな泉」 - Honoo no naka no chīsana izumi                    | 4 marzo 1978     |         |
| 19 | Addio Parigi - Addio, Parigi! 「パリにさようなら」 - Pari ni sayōnara                                                         | 11 marzo 1978    |         |
| 20 | Una piccola fattoria sull'oceano - Un piccolo ranch in mezzo al mare 「海の中の小さなまきば」 - Umi no naka no chīsana makiba | 18 marzo 1978    |         |
| 21 | Ritorno alla fattoria - Il ranch di André 「なつかしのアンドレ牧場」 - Natsukashi no Andore bokujō                            | 25 marzo 1978    |         |
| 22 | La fattoria perduta - Le luci del ranch si spengono 「パパの牧場の灯が消える」 - Papa no bokujō no akari kieru                | 1º aprile 1978   |         |
| 23 | Una notte sotto le stelle - Dormire sotto le stelle 「はじめての野宿」 - Hajimete no noshuku                                  | 8 aprile 1978    |         |
| 24 | Due conflitti - Due lotte 「二つのたたかい」 - Futatsu no tatakai                                                             | 15 aprile 1978   |         |
| 25 | Una lettera da Fiocco - Una lettera da Fiocco 「フロックからの便り」 - Fluke kara no tayori                                   | 22 aprile 1978   |         |
| 26 | Il tramonto di Marie - Marie nel rosso del tramonto 「夕やけのマリー」 - Yūyake no Marī                                       | 29 aprile 1978   |         |
| 27 | Lo spettro di papà - Il fantasma di papà 「パパの亡霊」 - Papa no bōrei                                                       | 6 maggio 1978    |         |
| 28 | La mamma farà il sindaco - La mamma come sindaco 「ママが村長に」 - Mama ga sonchō ni                                         | 13 maggio 1978   |         |
| 29 | Un addio a Prato Fiorito - L'addio a Prato di fiori 「花の森の別れ」 - Hana no mori no wakare                                 | 20 maggio 1978   |         |
| 30 | È primavera! - Beautiful May 「ビューティフル・メイ!!」 - Byūtifuru Mei                                                       | 27 maggio 1978   |         |